# Sterkfontein
Sterkfontein (en afrikaans, traduit en français par source forte) est un site préhistorique constitué d'un ensemble de grottes situé dans la province du Gauteng, au nord-ouest de Johannesbourg, près de Krugersdorp, en Afrique du Sud. Le site a livré de nombreux fossiles d'Australopithèques et des vestiges lithiques du Paléolithique archaïque,.
Sterkfontein, avec les sites préhistoriques voisins de Swartkrans, Kromdraai, Wonder Cave, et une dizaine d'autres gisements du Gauteng, ont été inscrits au Patrimoine mondial de l’Unesco en 1999 sous la dénomination de Sites des hominidés fossiles d'Afrique du Sud. L'ensemble est aussi connu localement sous le nom de « Berceau de l’Humanité ».

## Historique
L’histoire de Sterkfontein, comme celle d’autres sites du Berceau de l’Humanité, est liée aux dépôts de calcaire présents dans ces grottes, utilisés pour le développement industriel de Johannesbourg, et en particulier pour la production de chaux entrant dans le procédé d’extraction de l’or, à la suite de la découverte de ce métal précieux en 1884 dans le bassin du Witwatersrand au sud de la ville,. En octobre 1896, les grottes de Sterkfontein furent découvertes fortuitement à coups d'explosifs par Guglielmo Martinaglia, un mineur italien à la recherche de ces roches calcaires qui une fois chauffées produisent de la chaux,,.
La présence de fossiles fut détectée dès le début des extractions des concrétions calcaires – un rapport d’un frère mariste en visite sur le site en atteste en 1898. Peu après l’ouverture des grottes, David Draper, géologue de la South African Geological Survey, a convaincu les exploitants miniers de préserver les concrétions calcaires de la grotte principale de Sterkfontein,.
Ce n’est qu’à partir de 1936 que des fouilles méthodiques ont débuté, sous la direction de Raymond Dart et Robert Broom de l’université du Witwatersrand.
Ces fouilles conduisirent à la mise au jour de nombreux fossiles d'Australopithèques. En 1936 fut découvert le premier australopithèque adulte, apportant énormément de crédit à la position de Raymond Dart concernant le statut d’ancêtre de la lignée humaine proposée pour le fossile de l’« Enfant de Taung » publié en 1925. Durant la période 1936-1938, 19 fossiles d'Australopithèques furent découverts sur ce site, dont une partie d'un crâne et son endocaste (moulage endocrânien par le sédiment), TM 1511 et Sts 60, attribués par Broom à Plesianthropus transvaalensis (le presque humain du Transvaal). Ces genre et espèce ne sont plus reconnus, et les restes découverts sont maintenant attribués à Australopithecus africanus.

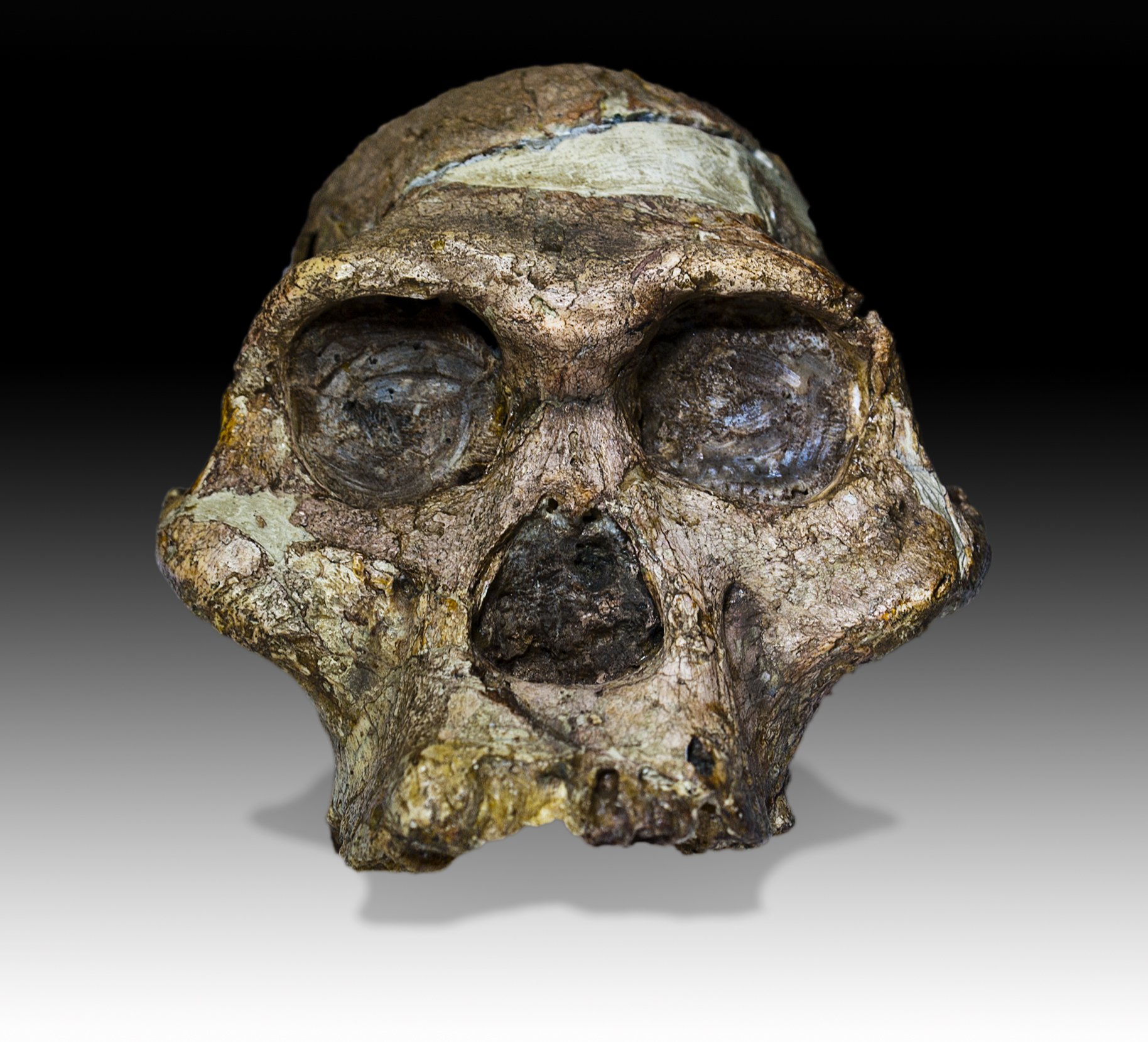
Crâne de Mrs. Ples.

Les fouilles s'interrompirent durant la Seconde Guerre mondiale. En 1947, Robert Broom et son assistant John T. Robinson découvrirent un crâne quasiment complet d’Australopithecus africanus d'une femelle adulte (ou peut-être d’adolescent mâle). Le fossile, répertorié sous le numéro Sts 5, devint relativement célèbre sous le surnom de Mrs. Ples, nom dérivé du genre Plesianthropus. En 2011, son âge a été estimé à 2,3 millions d’années, mais une datation par isotopes cosmogéniques en 2022 a repoussé cet âge à plus de 3,4 millions d'années. Lors de ces fouilles qui se terminèrent en janvier 1949, 75 spécimens d'Australopithèques furent mis au jour.

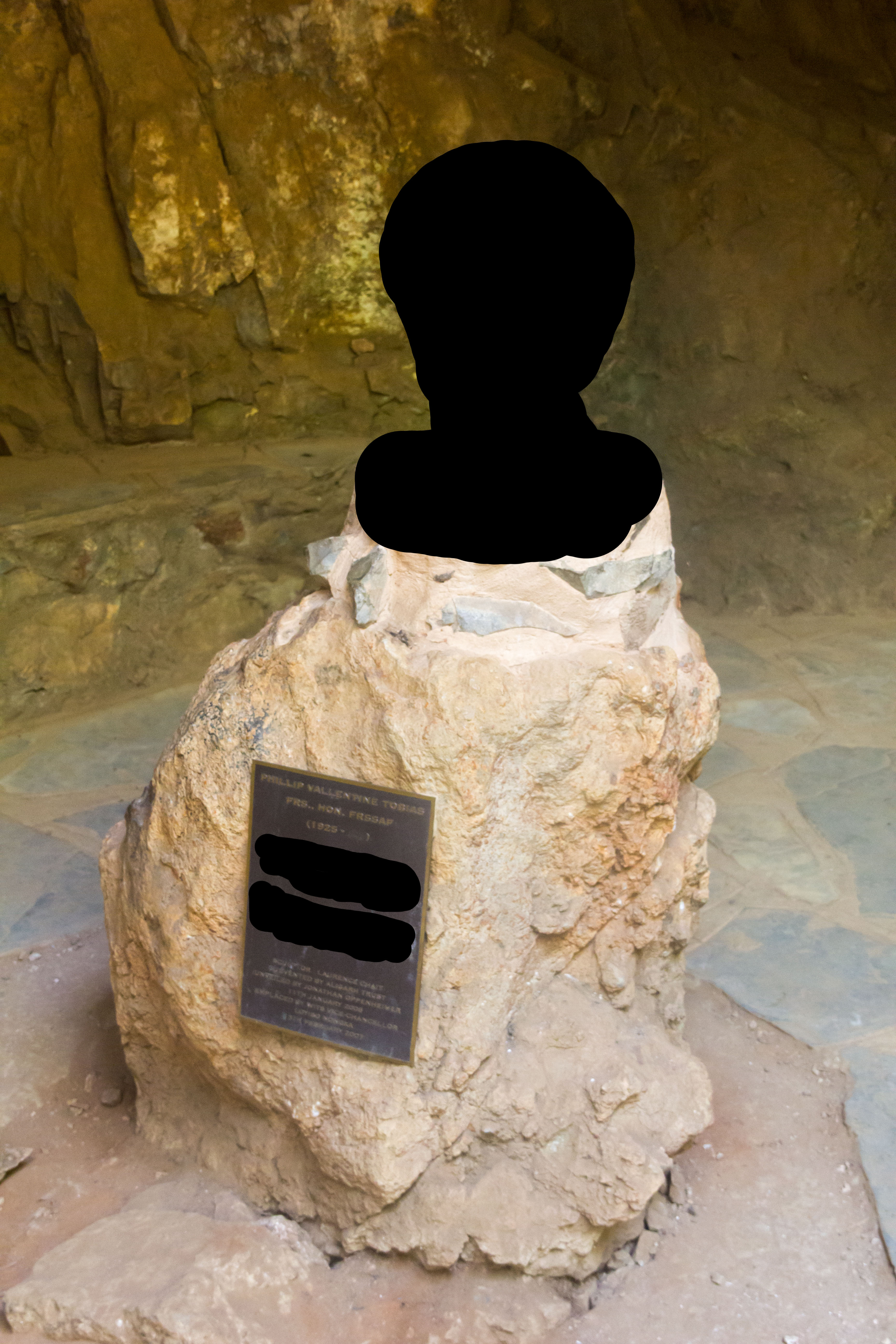
Buste de Phillip Tobias à Sterkontein.

En 1966, un programme de fouilles fut mis en place sous l'impulsion de Phillip Tobias, de l'université du Witwatersrand. En août 1976, Phillip Tobias et Alun R. Hughes, superviseur des fouilles sur le site, mirent au jour un crâne d'abord attribué à Homo habilis. Ce crâne, Stw 53, est l'un des crânes humains archaïques les plus complets connus en Afrique du Sud, et le deuxième découvert en Afrique australe, après SK 847 provenant du site voisin de Swartkrans. Des galets aménagés découverts auparavant à une distance de 3 mètres et à des niveaux proches de celui de Stw 53 ont permis de suggérer leur fabrication par Homo habilis,. Des études des dépôts complexes de cette partie de la grotte ont révisé cette hypothèse, car les sédiments entourant directement Stw 53 ne contiennent aucune industrie lithique,. La classification de Stw 53, Australopithecus ou Homo, fait l'objet de nombreux débats. Ce crâne a été attribué à une nouvelle espèce, Homo gautengensis, par Darren Curnoe en 2010,.

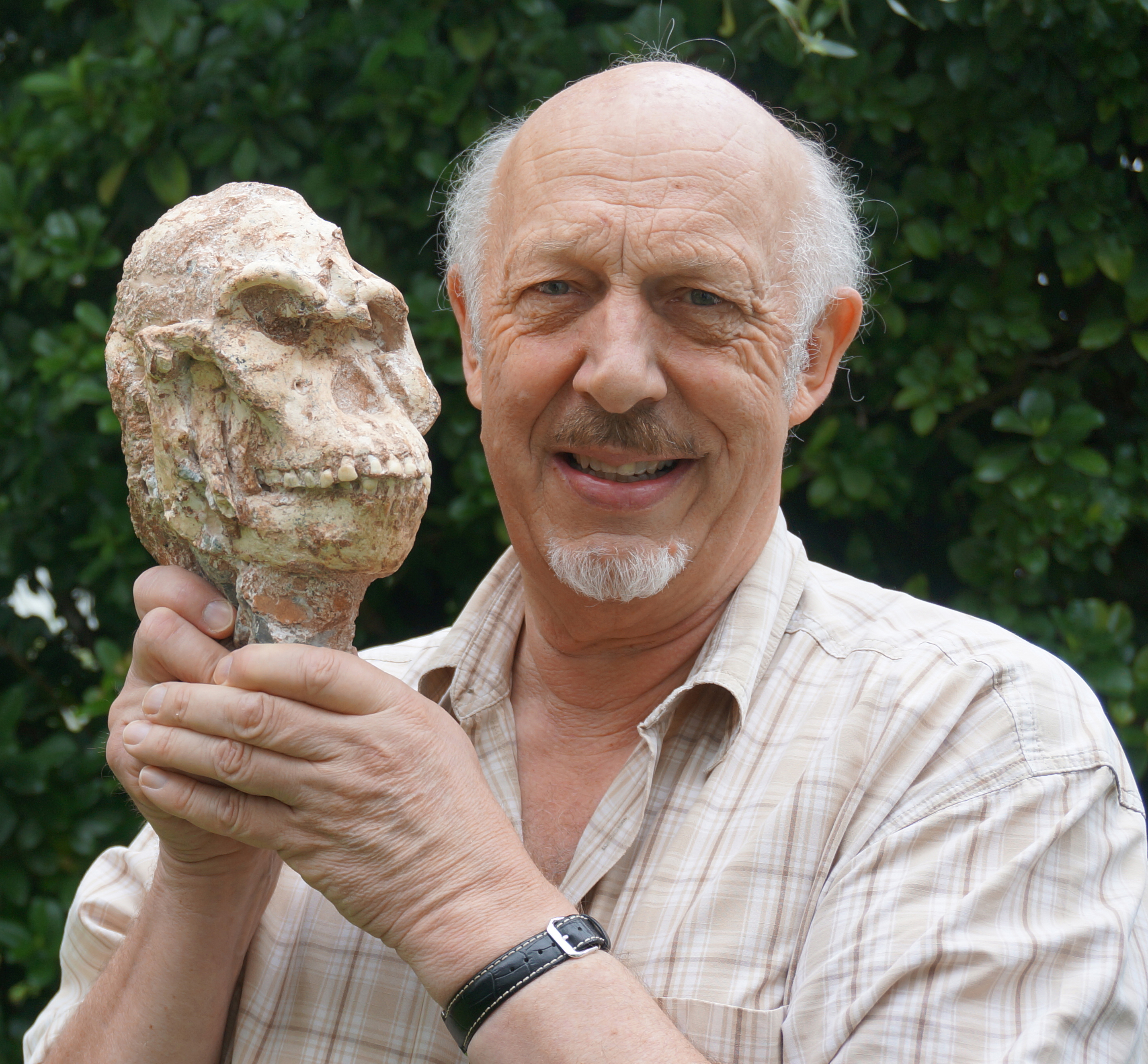
Ron Clarke présentant le crâne dégagé de Little Foot.

En 1997, un squelette quasiment complet d’Australopithèque fossile a été découvert grâce à Ronald J. Clarke : après avoir identifié différents fragments d’ossements correspondant au pied d’un hominine dans les collections anciennes provenant du site, il demanda à ses assistants Stephen Motsumi et Nkwane Molefe de chercher dans la brèche encore en place dans la grotte les fragments complémentaires. En moins de deux jours, ils avaient identifié la section d’un tibia se raccordant avec les os du pied qu’ils avaient en main. Le squelette fossile, inventorié sous le code Stw 573 et surnommé « Little Foot », a pu être dégagé progressivement de sa gangue de brèche carbonatée et s’est révélé exceptionnellement complet. L'âge de cet australopithèque, que Ron Clarke rattache à l'espèce Australopithecus prometheus, décrite par Raymond Dart en 1948 à partir de spécimens découverts sur le site de Makapansgat, a été difficile à établir. Une étude publiée en 2015 par le géologue Laurent Bruxelles lui attribue un âge de 3,67 millions d'années,,.
Les fouilles se poursuivent et les plus de 500 fossiles d’hominines déjà répertoriés font de Sterkfontein l’un des sites les plus riches au monde de ce point de vue. En 2015, une des salles de Sterkfontein appelée Miner Hall a livré des spécimens fossiles d'hominines datés de 2 millions d'années, pouvant être associés à des outils lithiques. Les fossiles comprennent notamment une dent et une phalange, présentant un mélange de caractères archaïques et modernes. Le doigt a une forme similaire à celle des doigts appartenant à Homo habilis et la dent se rapproche de celles d'Homo naledi, cette dernière espèce ayant été découverte dans les grottes de Rising Star, proches de Sterkfontein,.

## Stratigraphie

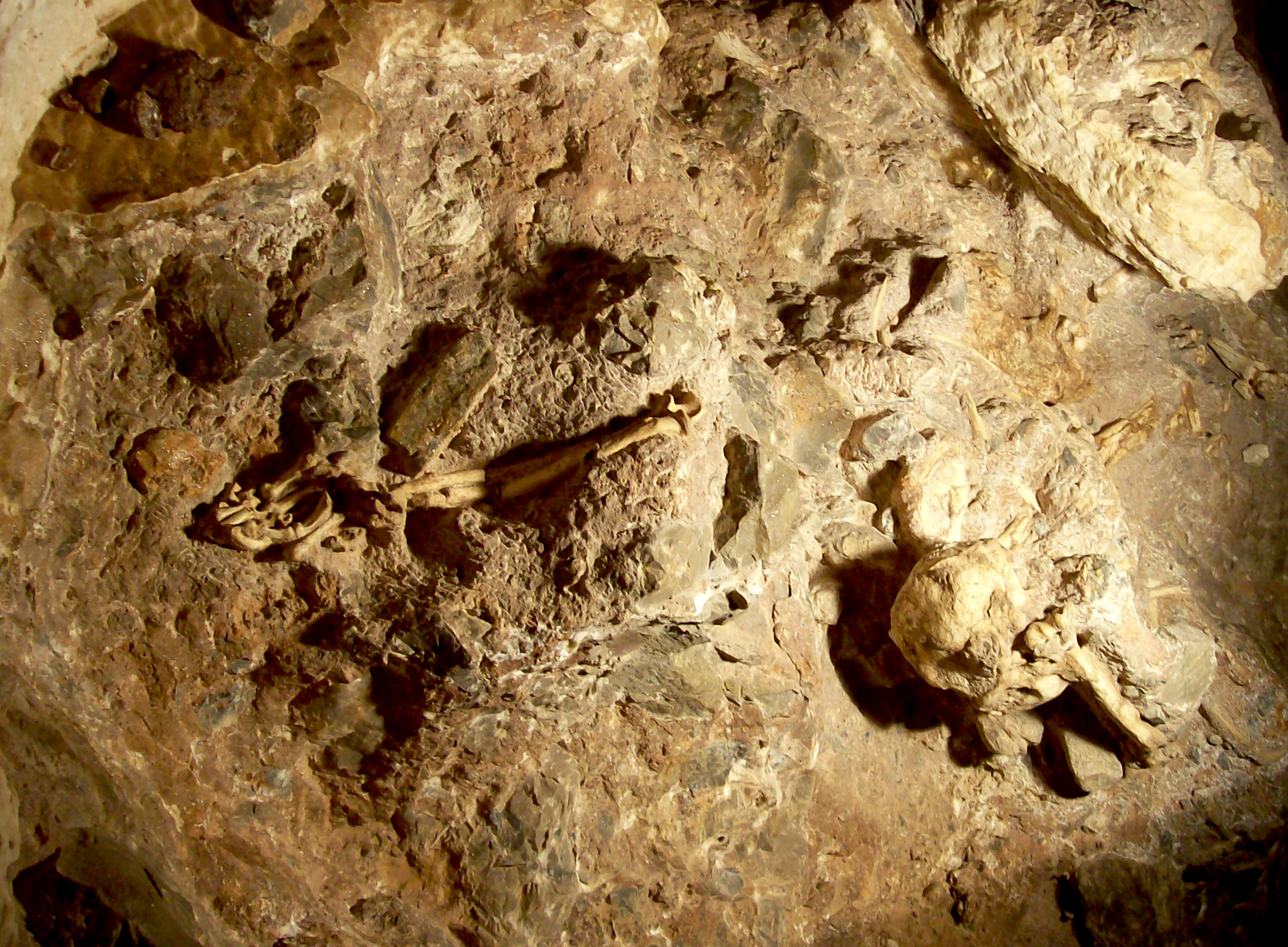
Vue générale de Little Foot en place dans la grotte de Silberberg, en novembre 2006.

Les sédiments dans le système de grottes forment une couche épaisse en moyenne de 20 mètres, atteignant 30 mètres par endroits. La formation géologique correspondante, appelée formation de Sterkfontein, a été divisée en six membres, numérotés de 1 à 6, du plus ancien au plus récent. Seuls les membres 2 à 5 ont livré des restes d'hominines. Des industries lithiques ont été découvertes dans le membre 5,.

### Membre 2
Le membre 2, présent dans les parties basses de l'ensemble de grottes de Sterkfontein, est constitué d'environ 8 mètres de limons. De nombreux ossements ont été découverts, dont le squelette de Little Foot dans une cavité appelée grotte de Silberberg (Silberberg Grotto),,. Dans la proche caverne de Jacovec, d'âge semblable à la grotte de Silberberg mais dont l'appartenance géologique n'est pas déterminée, une boîte crânienne d'australopithèque (Stw 578) a été découverte en août 1995.

### Membre 3
Le membre 3 est en discordance avec le membre inférieur, séparé par des coulées calcaires d'environ 1 mètre. Il atteint par endroits une épaisseur de 9 mètres et est composé de brèches rougeâtres, avec localement de nombreux os fossilisés.

### Membre 4

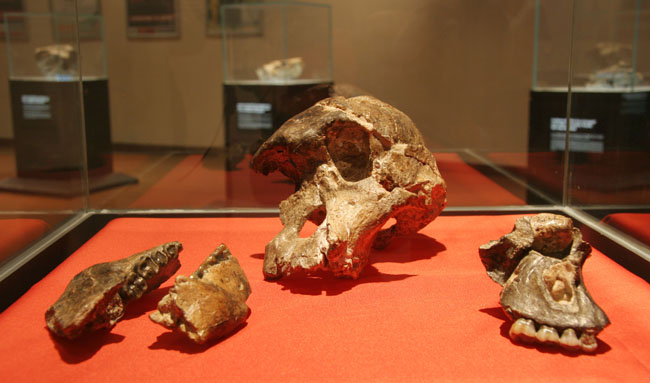
Crâne Stw 505, surnommé « Mr Ples », retrouvé dans le membre 4 de la grotte de Sterkfontein.

Le membre 4 est lui-même divisé en quatre unités. Les principales divisions sont l'unité A, la couche inférieure, qui est un remplissage de 5 mètres de haut de cherts et de dolomites cimentés par des coulées calcaires et l'unité B, d'une épaisseur de 6 mètres, constituée d'une brèche également de cherts et de dolomites dans une matrice de sables limoneux. Le membre 4 a livré la majeure partie des restes d'hominines primitifs découverts sur le site, dont Sts 5 (Mrs Ples), et Stw 505, un crâne trouvé en 1989. Ils appartiennent pour la plupart à l'espèce Australopithecus africanus,,.

### Membre 5
Le membre 5 a livré des ossements d'hominines et des industries lithiques. L'unité A, constituée de 5 mètres de brèches, a livré Stw 53. Dans l'unité B, des galets taillés oldowayens ont été découverts et l'unité C des industries lithiques acheuléennes.